# Caillouet-Orgeville
Caillouet-Orgeville és un municipi francès situat al departament de l'Eure i a la regió de Normandia. L'any 2007 tenia 402 habitants.

## Demografia

### Població
El 2007 la població de fet de Caillouet-Orgeville era de 402 persones. Hi havia 143 famílies, de les quals 40 eren unipersonals (20 homes vivint sols i 20 dones vivint soles), 44 parelles sense fills, 55 parelles amb fills i 4 famílies monoparentals amb fills.
La població ha evolucionat segons el següent gràfic:
Habitants censats

### Habitatges
El 2007 hi havia 163 habitatges, 142 eren l'habitatge principal de la família, 14 eren segones residències i 7 estaven desocupats. 154 eren cases i 9 eren apartaments. Dels 142 habitatges principals, 110 estaven ocupats pels seus propietaris, 31 estaven llogats i ocupats pels llogaters i 1 estava cedit a títol gratuït; 4 tenien una cambra, 5 en tenien dues, 12 en tenien tres, 37 en tenien quatre i 84 en tenien cinc o més. 114 habitatges disposaven pel capbaix d'una plaça de pàrquing. A 53 habitatges hi havia un automòbil i a 84 n'hi havia dos o més.

### Piràmide de població
La piràmide de població per edats i sexe el 2009 era:
| Homes | Edats   | Dones |
| ----- | ------- | ----- |
| 0     | 95 o +  | 0     |
| 4     | 90 a 94 | 0     |
| 4     | 85 a 89 | 0     |
| 0     | 80 a 84 | 4     |
| 0     | 75 a 79 | 0     |
| 0     | 70 a 74 | 4     |
| 12    | 65 a 69 | 8     |
| 4     | 60 a 64 | 8     |
| 8     | 55 a 59 | 12    |
| 0     | 50 a 54 | 16    |
| 28    | 45 a 49 | 16    |
| 24    | 40 a 44 | 20    |
| 12    | 35 a 39 | 20    |
| 16    | 30 a 34 | 4     |
| 4     | 25 a 29 | 16    |
| 16    | 20 a 24 | 8     |
| 8     | 15 a 19 | 16    |
| 20    | 10 a 14 | 16    |
| 8     | 5 a 9   | 12    |
| 8     | 0 a 4   | 8     |

## Economia
El 2007 la població en edat de treballar era de 294 persones, 232 eren actives i 62 eren inactives. De les 232 persones actives 219 estaven ocupades (122 homes i 97 dones) i 13 estaven aturades (5 homes i 8 dones). De les 62 persones inactives 23 estaven jubilades, 24 estaven estudiant i 15 estaven classificades com a «altres inactius».

### Ingressos
El 2009 a Caillouet-Orgeville hi havia 133 unitats fiscals que integraven 363,5 persones, la mediana anual d'ingressos fiscals per persona era de 21.521 €.

### Activitats econòmiques
Dels 20 establiments que hi havia el 2007, 3 eren d'empreses de fabricació d'altres productes industrials, 3 d'empreses de construcció, 3 d'empreses de comerç i reparació d'automòbils, 4 d'empreses d'hostatgeria i restauració, 4 d'empreses d'informació i comunicació, 1 d'una empresa immobiliària, 1 d'una empresa de serveis i 1 d'una empresa classificada com a «altres activitats de serveis».
Dels 8 establiments de servei als particulars que hi havia el 2009, 4 eren tallers de reparació d'automòbils i de material agrícola, 1 paleta, 1 guixaire pintor i 2 restaurants.
L'any 2000 a Caillouet-Orgeville hi havia 11 explotacions agrícoles que ocupaven un total de 784 hectàrees.

## Poblacions més properes
El següent diagrama mostra les poblacions més properes.